# Крошка Нильс Карлсон
«Крошка Нильс Карлсон» (швед. Nils Karlsson-Pyssling flyttar in) — сказка Астрид Линдгрен. Входит в одноимённый авторский сборник сказок, изданный в 1952 году. 

## Сюжет
Шестилетний Бертиль, родители которого работают на фабрике, а сестра умерла, встречает «мальчика-с-пальчик», которого зовут Нильс Карлссон, или сокращенно Ниссе, и который живёт в мышиной норе под кроватью Бертила. Ниссе говорит Бертилю волшебное слово, которое также можно использовать, чтобы сделать его достаточно маленьким, чтобы поместиться в мышиную нору. Бертиль помогает своему новому другу устроить мышиную нору.

## История
Сказка была впервые опубликована в 1947 году в шведском журнале IDUN . Историю проиллюстрировала Ингрид Ванг Найман. В 1950 году рассказ появился в сборнике рассказов Крошка Нильс Карлсон (1952, другое название В лесу нет разбойников) с иллюстрациями Евы Биллоу. В 1950 году за эту книгу Астрид Линдгрен была награждена почётным знаком Нильса Хольгерссона. 
В 1956 году рассказ был также опубликован в виде книжки с картинками Nils Karlsson-Pyssling flyttar, с иллюстрациями Илон Викланд. Книга с картинками была также опубликована на немецком языке в 1957 году издательством Oetinger-Verlag.

## Анализ
История посвящена проблеме беспризорных детей, оба родителя которых вынуждены работать весь день и поэтому днём после школы они в основном остаются одни — это было в то время, когда в Скандинавии также не было государственного ухода за детьми. Сказка затрагивает типичную для творчества Астрид Линдгрен тему детского одиночества.

## Кино
Экранизация была снята в 1990 году. Её поставил Стаффан Гетестам, который уже работал актёром в фильме по сказке Линдгрен «Братья Львиное сердце». Специально для фильма Линдгрен расширила сказку и ввела в неё дополнительных персонажей.